# Бонней (Шаранта)
Бонне́й (фр. Bonneuil) — муніципалітет у Франції, у регіоні Нова Аквітанія, департамент Шаранта. Населення — 245 осіб (01.01.2021).
Муніципалітет розташований на відстані близько 410 км на південний захід від Парижа, 120 км на південь від Пуатьє, 25 км на захід від Ангулема.

## Демографія
Динаміка населення (INSEE ):
Розподіл населення за віком та статтю (2006):
| Стать | Всього | До 15 років | 15-24 | 25-44 | 45-64 | 65-85 | Понад 85 |
| --- | ------ | ----------- | ----- | ----- | ----- | ----- | -------- |
| Чоловіки | 112    | 20          | 4     | 40    | 24    | 16    | 8        |
| Жінки | 132    | 20          | 20    | 40    | 20    | 28    | 4        |
| \| Статево-вікова піраміда \| Статево-вікова піраміда \| Статево-вікова піраміда \| \| ----------------------- \| ----------------------- \| ----------------------- \| \| Чоловіки \| Вік \| Жінки \| \| 8 \| 85 + \| 4 \| \| 0 \| 80-84 \| 4 \| \| 8 \| 75-79 \| 8 \| \| 8 \| 70-74 \| 8 \| \| 0 \| 65-69 \| 8 \| \| 4 \| 60-64 \| 4 \| \| 8 \| 55-59 \| 0 \| \| 0 \| 50-54 \| 8 \| \| 12 \| 45-49 \| 8 \| \| 20 \| 40-44 \| 8 \| \| 8 \| 35-39 \| 8 \| \| 8 \| 30-34 \| 16 \| \| 4 \| 25-29 \| 8 \| \| 0 \| 20-24 \| 8 \| \| 4 \| 15-20 \| 12 \| \| 0 \| 10-14 \| 8 \| \| 12 \| 5-9 \| 8 \| \| 8 \| 0-4 \| 4 \| |        |             |       |       |       |       |          |
| Статево-вікова піраміда |        |             |       |       |       |       |          |
| Чоловіки | Вік    | Жінки       |       |       |       |       |          |
| 8 | 85 +   | 4           |       |       |       |       |          |
| 0 | 80-84  | 4           |       |       |       |       |          |
| 8 | 75-79  | 8           |       |       |       |       |          |
| 8 | 70-74  | 8           |       |       |       |       |          |
| 0 | 65-69  | 8           |       |       |       |       |          |
| 4 | 60-64  | 4           |       |       |       |       |          |
| 8 | 55-59  | 0           |       |       |       |       |          |
| 0 | 50-54  | 8           |       |       |       |       |          |
| 12 | 45-49  | 8           |       |       |       |       |          |
| 20 | 40-44  | 8           |       |       |       |       |          |
| 8 | 35-39  | 8           |       |       |       |       |          |
| 8 | 30-34  | 16          |       |       |       |       |          |
| 4 | 25-29  | 8           |       |       |       |       |          |
| 0 | 20-24  | 8           |       |       |       |       |          |
| 4 | 15-20  | 12          |       |       |       |       |          |
| 0 | 10-14  | 8           |       |       |       |       |          |
| 12 | 5-9    | 8           |       |       |       |       |          |
| 8 | 0-4    | 4           |       |       |       |       |          |

## Економіка
2010 року серед 164 осіб працездатного віку (15—64 років) 137 були активними, 27 — неактивними (показник активності 83,5%, у 1999 році було 78,5%). З 137 активних мешканців працювали 122 особи (69 чоловіків та 53 жінки), безробітними було 15 (4 чоловіки та 11 жінок). Серед 27 неактивних 4 особи були учнями чи студентами, 13 — пенсіонерами, 10 були неактивними з інших причин.

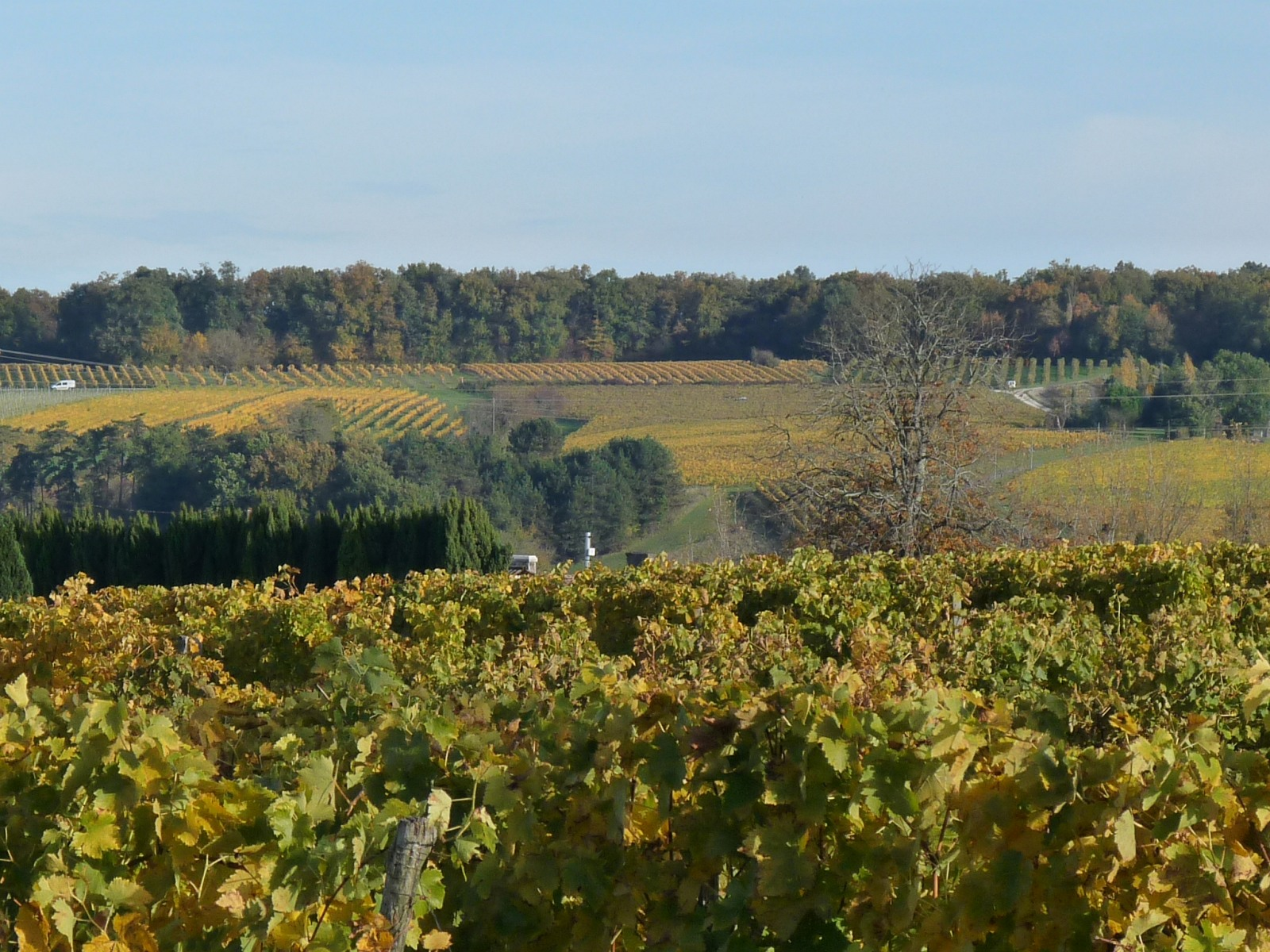
Виноградники між Бонней і Ліньєр-Соннвіль

У 2010 році в муніципалітеті нараховувалось 111 оподаткованих домогосподарств, у яких проживали 286,0 особи, медіана доходів виносила 15 900 євро на одного особоспоживача
Виноградарство і виноробство є основною діяльністю муніципалітету, розташованого у основному і найкращому коньячному районі за походженням Grande Champagne.
Тут на 70 гектарах розташовуються виноградники, що є власністю одного із престижних коньячних домів Франції Thomas Hine & Co.
Із урожаю, зібраного на цих плантаціях, виробляються сингулярні колекції коньяків HINE у дуже обмежених кількостях, причому, обмежуються як кількість бочок, так і кількість пляшок (зазвичай 450), кожна із яких має власний номер. Позначаються як BONNEUIL, із зазначенням на етикетці року врожаю та «Grande Champagne Controlled».